# 费慰梅
威尔玛·坎农·费尔班克（英語：Wilma Cannon Fairbank，婚前本姓 ，1909年4月23日—2002年4月4日），漢名费慰梅，是一位研究中国艺术和建筑的美国学者。其夫費正清。

## 生涯概略
费慰梅生于美国马萨诸塞州剑桥镇，是沃爾特·布拉德福德·坎農和Cornelia James Cannon所生五个孩子的長女。其有一個哥哥和三個妹妹；其父在二十世纪初任哈佛大学生理系主任三十六年。她在婚前的姓名是Wilma Denio Cannon。1931年，她从哈佛大學拉德克利夫学院艺术史系毕业。1932年，她独自去北平与费正清结婚，並在中国与建筑学家梁思成、林徽因夫妇等结为好友。其夫妇二人的中文名字便是梁思成所取。1936年，她回到家乡麻萨诸塞州剑桥。1941年秋，当费正清被美国政府征召时，夫妇二人前往首都华盛顿。1942年1月起，她擔任美国国务院文化关系司对华关系处文官。尽管在二战期间丈夫被派往中国，费慰梅一直在华盛顿工作，直到1945年5月被派往中国任美国驻华大使馆文化参赞，先是前往重庆，后来又去南京。当她於两年后离开中国时，夫妇二人已经收养了两个女儿Holly和Laura。返回美国后，费慰梅坚持研究和写作。宾夕法尼亚大学出版社出版了她为他们夫妇二人终身好友所作传记《梁思成和林徽因─一对探索中国建筑的伴侣》（Liang and Lin Partners in Exploring China's Architectural Past，简体中文版：《中国建筑之魂─一对外国学者眼中的梁思成与林徽因夫妇》，上海文艺出版）。1984年，麻省理工學院出版社發行由她擔任编輯委員的梁思成遗作《图像中国建筑史》（A Pictorial History of Chinese Architecture）。2002年4月4日，于马萨诸塞州剑桥家中平静过世。
其妹Marian與哈佛大学史学家小亞瑟·史列辛格結婚。